# Alemdaroğlu
Alemdaroğlu ist ein ursprünglich patronymisch gebildeter türkischer Familienname mit der Bedeutung „Sohn des Alemdar“. Alemdar seinerseits ist ein türkischer männlicher Vorname arabischer und persischer Herkunft mit der Bedeutung „der Fahnenträger“, der selbst wiederum auch als Familienname auftritt.

## Namensträger
- Ayhan Alemdaroğlu (* 1968), türkischer Fußballspieler und -trainer
- Kemal Alemdaroğlu (* 1939), türkischer Mediziner und Hochschullehrer